# ETFBKMT
ETFBKMT (англ. Electron transfer flavoprotein beta subunit lysine methyltransferase) – білок, який кодується однойменним геном, розташованим у людей на 12-й хромосомі. Довжина поліпептидного ланцюга білка становить 262 амінокислот, а молекулярна маса — 29 461.
| 10         |  | 20         |  | 30         |  | 40         |  | 50         |
| ---------- |  | ---------- |  | ---------- |  | ---------- |  | ---------- |
| MALSLGWKAH |  | RNHCGLLLQA |  | LRSSGLLLFP |  | CGQCPWRGAG |  | SFLDPEIKAF |
| LEENTEVTSS |  | GSLTPEIQLR |  | LLTPRCKFWW |  | ERADLWPHSD |  | PYWAIYWPGG |
| QALSRYLLDN |  | PDVVRGKSVL |  | DLGSGCGATA |  | IAAKMSGASR |  | ILANDIDPIA |
| GMAITLNCEL |  | NRLNPFPILI |  | QNILNLEQDK |  | WDLVVLGDMF |  | YDEDLADSLH |
| QWLKKCFWTY |  | RTRVLIGDPG |  | RPQFSGHSIQ |  | HHLHKVVEYS |  | LLESTRQENS |
| GLTTSTVWGF |  | QP         |  |            |  |            |  |            |

A: Аланін

C: Цистеїн

D: Аспарагінова кислота

E: Глутамінова кислота

F: Фенілаланін

G: Гліцин

H: Гістидин

I: Ізолейцин

K: Лізин

L: Лейцин

M: Метіонін

N: Аспарагін

P: Пролін

Q: Глутамін

R: Аргінін

S: Серин

T: Треонін

V: Валін

W: Триптофан

Кодований геном білок за функціями належить до трансфераз, метилтрансфераз. 
Локалізований у цитоплазмі, мітохондрії.